# Burg Blatnica
Die Burgruine der Burg Blatnica (slowakisch Blatnický hrad) ist die Ruine einer Höhenburg auf einem Karstrücken zwei Kilometer nördlich der gleichnamigen Gemeinde im Okres Martin in der Nordslowakei. Sie liegt auf einer Höhe von 658 m n.m., auf einem Berg zwischen dem westlich gelegenen Talkessel Turčianska kotlina und dem sich östlich davon erstreckenden Gebirge Große Fatra. 
Die Burg entstand Mitte des 13. Jahrhunderts und die erste Erwähnung findet man in einer Urkunde aus dem Jahr 1300, als sie damals zu einem gewissen Peter aus Brezovica gehörte. Später wurde die Burg zum königlichen Gut und diente zum Schutz eines Handelsweges namens via magna von Neutra aus nach Norden. Später wurde dieser Weg weiter nach Westen verlegt, daher verlor die Burg an Bedeutung und wurde von den ungarischen Königen mehrmals verpfändet. Aus diesem Grund wechselte die Burg im 15. und frühen 16. Jahrhundert oft ihre Besitzer, die die Burg aber lediglich nutzten, jedoch nicht ausbauten oder aufrechterhielten. Erst mit dem Einzug des Geschlechtes Révay im Jahr 1540 erhielt die Burg eine Erweiterung. In der zweiten Hälfte des 15. und Anfang des 16. Jahrhunderts wurde zur Burg eine Vorburg errichtet. Den letzten Höhepunkt ihrer Bedeutung fand Burg Blatnica am Ende des 17. und Anfang des 18. Jahrhunderts, erst mit dem Thököly-Aufstand und zuletzt mit dem Rákóczi-Aufstand, als beide Male die Aufständischen die Burg für sich einnahmen. Nach der Niederschlagung beider Aufstände wurde die Burg bedeutungslos. 1744 wurde sie zwar wiedererrichtet, seit 1790 ist sie aber unbewohnt und verfällt langsam.
Die Burg selbst bestand aus einem langen und engen Burgpalast, geschützt von halbrunden Türmen an Nord- und Südenden und von einer Schlucht im Nordosten. Wegen der exponierten Lage war der westliche Turm deutlich größer ausgebaut als der östliche. An der Südostseite lag der von den Wällen umschlossene Vorhof. An der Westseite befand sich der Eingang, der einen in den Felsen gehauenen Graben überquerte.
Heute ist die Burgruine frei zugänglich, von Blatnica heraus durch einen gelb markierten Weg Richtung Tal Gaderská dolina.